# Clematis sigensis
Clematis sigensis är en ranunkelväxtart som beskrevs av Adolf Engler. Clematis sigensis ingår i släktet klematisar, och familjen ranunkelväxter. Inga underarter finns listade i Catalogue of Life.